# 兹德拉夫科·迪米特罗夫
兹德拉夫科·迪米特罗夫（1998年8月24日—），是保加利亚职业足球运动员，曾为索菲亚列夫斯基足球俱乐部效力。

## 外部連結
- Soccerway資料庫：兹德拉夫科·迪米特罗夫
- Profile at LevskiSofia.info （页面存档备份，存于）